# Giampaolo Baglione
Giampaolo Baglione (fl. XVI secolo) è stato un poeta italiano.

## Biografia
Poeta ligure del XVI secolo del quale null'altro è noto che l'opera Lamento di Genoa, et il doloroso pianto d'Italia per le afflittioni ch'ha havuta, stampata tra il 1522 ed il 1530 a Genova od a Savona.
In questa opera il Baglione canta le glorie passate di Genova, esagerandole alquanto: ad esempio l'autore attribuì al capoluogo ligure la conquista di Londra ed il vassallaggio del Sultano d'Egitto. Nel testo poi il Baglione si lamenta dei vari problemi che affliggevano la città nel suo tempo.

## Opere
- Lamento di Genoa, et il doloroso pianto d'Italia per le afflittioni ch'ha havuta